# Балашов (місто)
Балашов  — місто (з 1780) в Росії, муніципальне утворення зі статусом міського поселення у складі Балашовського муніципального району Саратовської області, на території якого також розташовані органи місцевого самоврядування Балашовського муніципального району.
Населення — 79 695 чоловік.

## Географія
Місто розташоване на східній околиці Оксько — Донської рівнини, на річці Хопер (притока Дону), на перетині залізничних ліній Тамбов — Камишин і Поворіно — Пенза, за 210 км на захід від Саратова.
Через місто протікає одна з найкрасивіших річок середньої смуги Росії — Хопер, яка ділить Балашов на дві нерівні частини — приватний сектор і центральний, з будівлями міського типу.
Поблизу міста знаходиться військовий аеродром Балашов і військове містечко Восток (Балашов-13)

## Історія

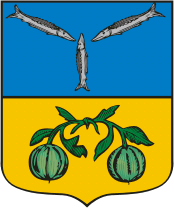
Герб 1780 року

Балашов був заснований в XVII столітті Василем Балашкою як хутір, потім став селом. Указом імператриці Катерини II в 1780 році колишньому палацовому селу було надано статус повітового міста і Балашовський повіт увійшов до складу Саратовської губернії.
Балашов на початку XIX століття — десятий за кількістю жителів серед міст губернії, він швидко росте, перетворюючись на значний торгово-промисловий центр західної окраїни Саратовської губернії. В 30-і роки 19 століття загальне число городян 2104 осіб. З'являється пристань, по річці сплавляють хліб, у місті діють ярмарки і базари. У 1864 році було відкрито перший навчальний заклад — парафіяльне училище. Потім з'явилися міське чотирикласне училище, чоловіча і жіноча гімназії, духовні ремісничі училища. У місті за даними Всеросійського перепису населення 1897 року діяло 6 шкіл, земська лікарня, дитячий притулок, 2 богадільні, 7 церков, у тому числі Свято-Троїцький собор. Працювали заводи: салотопленний, цегляні, маслоробні, чавуноливарні і механічні майстерні. Одна за одною росли млини. На початку XX ст. в місті працювали вже 6 механічних парових млинів з іноземним обладнанням.
Будівництво залізниці через Балашов почалося в 1891 році і зв'язало місто прямим сполученням з Камишиним і Тамбовом (1894 р Рязано-Уральська залізниця), Пензою і Харковом (1895 р Південно-Східна залізниця). До 1894 року був побудований перший залізничний міст через Хопер у Балашові. Це дало поштовх розвитку місцевої промисловості і торгівлі.
У роки Великої Вітчизняної війни 1941—1945 рр. Балашов був важливим залізничним вузлом, через який йшло постачання Сталінградського і Донського фронтів. Восени 1941 рік у місто був евакуйований київський завод «Арсенал-2». Авіарембаза налагодила цілодобову роботу по ремонту літаків. На підприємствах міста було освоєно випуск необхідної фронту продукції. На території Балашова та Балашовського району розмістилося понад 20 шпиталів. Чимало яскравих сторінок балашовці вписали в літопис Великої Вітчизняної війни 1941—1945 рр. 12 земляків, 13 учасників війни, у різні роки проживали в місті і районі, 132 випускники 3-ї Балашовської школи ГВФ і 1-й Балашовської військової школи пілотів були удостоєні звання Героїв Радянського Союзу.
У післявоєнний період місто продовжувало розвиватися як районний центр.
6 січня 1954 Указом Президії Верховної Ради СРСР була утворена Балашовська область. Її територія була сформована шляхом розукрупнення Саратовської, Воронезької, Сталінградської та Тамбовської областей. Роки існування області (1954—1957) були часи інтенсивного будівництва, промислового і культурного розвитку міста. Відкривалися нові заводи (машинобудівний, авторемонтний, переробний), фабрики, магазини, школи та лікарні. Житлова площа Балашова в ці роки збільшилася більш ніж на 60 тис.кв.м. У місті були побудовані кінотеатр «Спартак» на триста місць, готель на сто номерів. Велика увага приділялася будівництву нових та реконструкції існуючих підприємств промисловості — словом сталися сприятливі зміни в усіх сферах життя міста, і був закладений хороший фундамент для його подальшого зростання і розвитку. Однак, у листопаді 1957 року Балашовська область була реорганізована, і Балашов знову увійшов до складу Саратовської області як центр Балашовського району.
У вересні 1958 року в Балашові відкривається слюдяний комбінат. До цього існував тільки цех по розщепленню слюди. При повному освоєнні потужностей на комбінаті могли трудитися близько 7 тис. працівників. Під цех слюдокомбіната передали будівлю Будинку Рад. Корпус по вул. Карла Маркса будувався самим комбінатом. Рішення про будівництво взуттєвої фабрики і комбінату плащових тканин приймалося в той же час. У 1958 р в Балашові відкрилася школа-інтернат, що отримала добротні будівлі облвиконкому та обласного управління сільського господарства. Кооперативний технікум відкрився після реконструкції адміністративної будівлі облспоживспілки на розі вулиць Пушкіна і Леніна. З'явилася нова міська лікарня.
Наразі Балашов — найбільше після Саратова місто на Правобережжі області.
Балашов сьогодні — це не тільки мірошники, залізничники, текстильники і машинобудівники, а й талановиті артисти (місцевий драматичний театр — один з найстаріших муніципальних театрів області), майстри самодіяльних промислів, художники і поети, архітектори і музиканти, високопрофесійні педагогічні кадри, видатні вчені, чиї імена відомі далеко за межами міста, і сотні випускників авіаційного інституту.

### Промисловість
У місті діють підприємства:
- ТОВ «Балашовський текстильний комбінат»,
- ТОВ «МакПром»,
- ВАТ «Балашовслюда»
- ТОВ «ЗБК-8»,
- ТОВ «Балашовський цукровий комбінат»,
- ЗАТ «БалашовБелстарАгро»,
- ВАТ «Балашовський комбінат хлібопродуктів»,
- ВАТ «Балашовська хлібна база»,
- ВАТ «Балашовський комбікормовий завод»
- ВАТ «Млин 11»,
- ТОВ «Балашовская птахофабрика»,
- ЗАТ «Елеваторхолдінг»
- АТ «Рембаза»
- ТОВ «Сільгосптехніка»
- ТОВ "Взуттєва фабрика «ТОТОлини»
- Локомотивне депо Балашов.

Раніше в Балашові діяли м'ясоконсервний комбінат, швейні, взуттєві, меблеві фабрики, а також заводи (автотракторних причепів, авторемонтний, лікеро-горілчаний) і підприємства з виробництва будматеріалів. Всі великі підприємства припинили свою діяльність.
Наразі в місті планують побудувати м'ясокомбінат і комбікормовий завод за новими технологіями, цегельний і пінобетонний заводи, домобудівний комбінат. Можливо, з'являться швейна фабрика і цукровий завод на кошти китайських інвесторів.
Австрійські інвестори можуть зацікавитися проектом будівництва в місті сміттєпереробного заводу.

## Пам'ятки

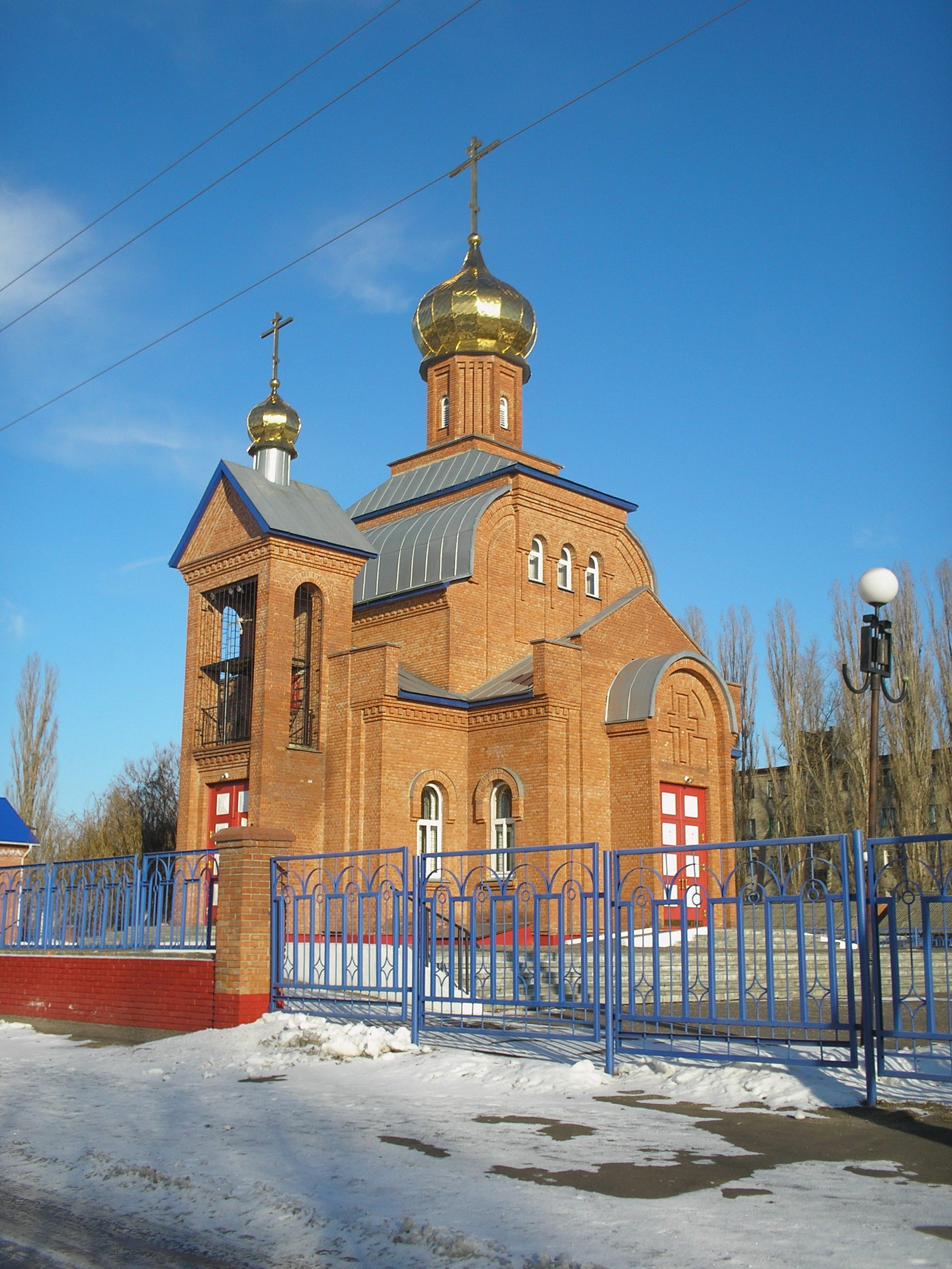
Церква в честь ікони Божої Матері «Всіх скорботних Радість»

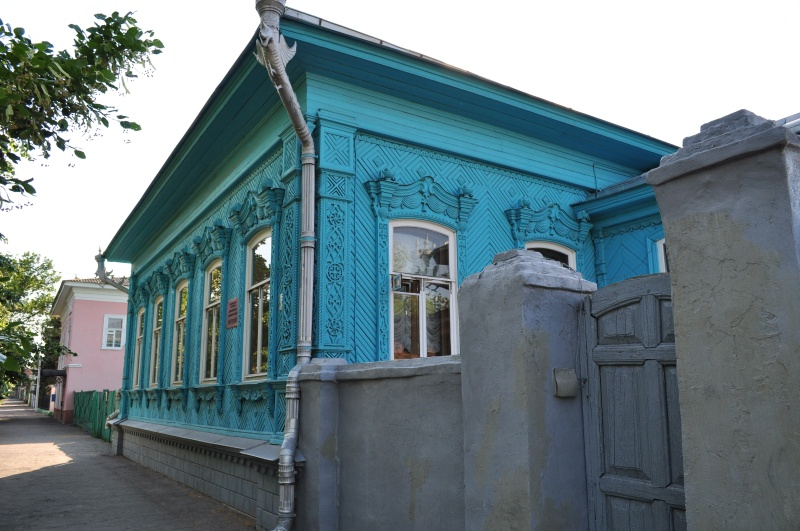
Особняк Д'якова

Зі збережених будівель можна відзначити:
- Будинок купця Василя Федоровича Семенова (нині Будинок піонерів),
- Будинок купця Дениса Какірбашева (1827),
- Будинок купця Михайла Григоровича Лежнєва (нині дитячоий садочок «Дюймовочка»),
- Будинок купця Леоніда Григоровича Огурцова,
- Садиба купця Чіркіна (нині редакція газети «Балашовська правда»),
- Особняк купців Камських,
- Особняк, побудований зерноторгівцем і скотопромисловцем Євгеном Михайловичем Д'яковим в 1903 році. У будинку збереглися набірний паркет, шпалерне і штофне покриття стін, ліпні прикраси стель.

У місті є три храми: на честь Преображення, ікони Божої Матері «Всіх скорботних Радість» і Архистратига Михаїла. Також у виправній колонії знаходиться храм Святого Миколая. Будується четвертий храм на честь Воздвиження Хреста Господнього в мікрорайоні КПТ.

## Уродженці
- Буковський Анатолій Сергійович (1925—2006) — радянський та український кінорежисер, актор, сценарист
- Іванченко Андрій Володимирович (* 1975) — російський художник-ілюстратор.